# Тварини Запорізької області, занесені до Червоної книги України
Список тварин Запорізької області, занесених до Червоної книги України.

## Статистика
До списку входить 143 видів тварин, з них:
- Кишковопорожнинних — 2;
- Круглих червів — 0;
- Кільчастих червів 1;
- Членистоногих — 61;
- Молюсків — 0;
- Хордових — 79.

Серед них за природоохоронним статусом: 
- Вразливих — 55;
- Рідкісних — 42;
- Недостатньо відомих  — 2;
- Неоцінених — 9;
- Зникаючих — 35;
- Зниклих у природі — 0;
- Зниклих — 0.

## Список видів
| № п/п | Українська назва виду                               | Латинська назва виду      | Природоохоронний статус | Тип               |
| ----- | --------------------------------------------------- | ------------------------- | ----------------------- | ----------------- |
| 1     | Аноплій самарський                                  | Anoplius samariensis      | Рідкісний               | Членистоногі      |
| 2     | Бабка перев'язана                                   | Sympetrum pedemontanum    | Вразливий               | Членистоногі      |
| 3     | Балабан                                             | Falco cherrug             | Вразливий               | Хордові           |
| 4     | Бистрянка російська                                 | Alburnoides rossicus      | Зникаючий               | Хордові           |
| 5     | Бичок-пуголовок зірчастий                           | Benthophilus stellatus    | Рідкісний               | Хордові           |
| 6     | Бичок-пуголовочок Браунера                          | Benthophiloides brauneri  | Рідкісний               | Хордові           |
| 7     | Білуга звичайна                                     | Huso huso                 | Зникаючий               | Хордові           |
| 8     | Бражник дубовий                                     | Marumba quercus           | Рідкісний               | Членистоногі      |
| 9     | Бражник мертва голова                               | Acherontia atropos        | Рідкісний               | Членистоногі      |
| 10    | Бражник прозерпіна                                  | Proserpinus proserpina    | Рідкісний               | Членистоногі      |
| 11    | Бражник скабіозовий                                 | Hemaris tityus            | Рідкісний               | Членистоногі      |
| 12    | Бранхінекта східна                                  | Branchinecta orientalis   | Зникаючий               | Членистоногі      |
| 13    | Бранхінектела середня                               | Branchinectella media     | Вразливий               | Членистоногі      |
| 14    | Велетенський мурашиний лев західний                 | Acanthaclisis occitanica  | Зникаючий               | Членистоногі      |
| 15    | Вечірниця велетенська                               | Nyctalus lasiopterus      | Зникаючий               | Хордові           |
| 16    | Вечірниця руда                                      | Nyctalus noctula          | Вразливий               | Хордові           |
| 17    | Видра річкова                                       | Lutra lutra               | Неоцінений              | Хордові           |
| 18    | Вирезуб причорноморський                            | Rutilus frisii            | Зникаючий               | Хордові           |
| 19    | Вівсянка чорноголова                                | Emberiza melanocephala    | Рідкісний               | Хордові           |
| 20    | Вусач альпійський                                   | Rosalia alpina            | Вразливий               | Членистоногі      |
| 21    | Вусач великий дубовий                               | Cerambyx cerdo            | Вразливий               | Членистоногі      |
| 22    | Вусач земляний хрестоносець (коренеїд хрестоносець) | Dorcadion equestre        | Вразливий               | Членистоногі      |
| 23    | Вусач мускусний                                     | Aromia moschata           | Вразливий               | Членистоногі      |
| 24    | Вухань австрійський                                 | Plecotus austriacus       | Рідкісний               | Хордові           |
| 25    | Гадюка степова                                      | Vipera renardi            | Вразливий               | Хордові           |
| 26    | Гмеліна Кузнецова                                   | Gmelina kusnetzowi        | Вразливий               | Членистоногі      |
| 27    | Гоголь                                              | Bucephala clangula        | Рідкісний               | Хордові           |
| 28    | Горностай                                           | Mustela erminea           | Неоцінений              | Хордові           |
| 29    | Гуска мала (гуска білолоба мала)                    | Anser erythropus          | Вразливий               | Хордові           |
| 30    | Дерихвіст лучний                                    | Glareola pratincola       | Рідкісний               | Хордові           |
| 31    | Дерихвіст степовий                                  | Glareola nordmanni        | Зникаючий               | Хордові           |
| 32    | Джміль глинистий                                    | Bombus argillaceus        | Вразливий               | Членистоногі      |
| 33    | Джміль моховий                                      | Bombus muscorum           | Рідкісний               | Членистоногі      |
| 34    | Джміль пахучий                                      | Bombus fragrans           | Зникаючий               | Членистоногі      |
| 35    | Дибка степова                                       | Saga pedo                 | Рідкісний               | Членистоногі      |
| 36    | Дозорець-імператор                                  | Anax imperator            | Вразливий               | Членистоногі      |
| 37    | Дрохва                                              | Otis tarda                | Зникаючий               | Хордові           |
| 38    | Евмен трикрапковий                                  | Eumenes tripunctatus      | Вразливий               | Членистоногі      |
| 39    | Евритірея золотиста                                 | Eurythyrea aurata         | Рідкісний               | Членистоногі      |
| 40    | Ейзенія гордєєва                                    | Eisenia gordejeffi        | Вразливий               | Кільчасті черви   |
| 41    | Жайворонок сірий                                    | Calandrella rufescens     | Неоцінений              | Хордові           |
| 42    | Журавель степовий                                   | Anthropoides virgo        | Зникаючий               | Хордові           |
| 43    | Зегрис Евфема                                       | Zegris eupheme            | Зникаючий               | Членистоногі      |
| 44    | Ірис плямистий                                      | Iris polystictica         | Рідкісний               | Членистоногі      |
| 45    | Іфігенела колючконога                               | Iphigenella acanthopoda   | Зникаючий               | Членистоногі      |
| 46    | Іфігенела шаблінська                                | Iphigenella shablensis    | Вразливий               | Членистоногі      |
| 48    | Кажан пізній                                        | Eptesicus serotinus       | Вразливий               | Хордові           |
| 49    | Казарка червоновола                                 | Rufibrenta ruficollis     | Вразливий               | Хордові           |
| 50    | Канюк степовий                                      | Buteo rufinus             | Рідкісний               | Хордові           |
| 51    | Карась звичайний, карась золотий                    | Carassius carassius       | Вразливий               | Хордові           |
| 52    | Клімена                                             | Esperarge climene         | Вразливий               | Членистоногі      |
| 53    | Кольпоциклоп прісноводний                           | Colpocyclops dulcis       | Вразливий               | Членистоногі      |
| 54    | Коровайка                                           | Plegadis falcinellus      | Вразливий               | Хордові           |
| 55    | Кошеніль польська                                   | Porphyropha polonica      | Недостатньо відомий     | Членистоногі      |
| 56    | Красик веселий (Пістрянка весела)                   | Zygaena laeta             | Зникаючий               | Членистоногі      |
| 57    | Крячок малий                                        | Sterna albifrons          | Рідкісний               | Хордові           |
| 58    | Ксилокопа звичайна (бджола-тесляр звичайна)         | Xylocopa valga            | Рідкісний               | Членистоногі      |
| 59    | Ксилокопа райдужна (бджола-тесляр райдужна)         | Xylocopa iris             | Зникаючий               | Членистоногі      |
| 60    | Ксилокопа фіолетова (бджола-тесляр фіолетова)       | Xylocopa violacea         | Рідкісний               | Членистоногі      |
| 61    | Ктир шершенеподібний                                | Asilus crabroniformis     | Рідкісний               | Членистоногі      |
| 62    | Кулик-довгоніг (ходуличник)                         | Himantopus himantopus     | Вразливий               | Хордові           |
| 63    | Кулик-сорока                                        | Haematopus ostralegus     | Вразливий               | Хордові           |
| 64    | Кульон великий (кроншнеп великий)                   | Numenius arquata          | Зникаючий               | Хордові           |
| 65    | Кульон середній (кроншнеп середній)                 | Numenius phaeopus         | Зникаючий               | Хордові           |
| 66    | Кульон тонкодзьобий (кроншнеп тонкодзьобий)         | Numenius tenuirostris     | Зникаючий               | Хордові           |
| 67    | Лебідь малий                                        | Cygnus bewickii           | Рідкісний               | Хордові           |
| 68    | Левкомігус білосніжний                              | Leucomigus candidatus     | Рідкісний               | Членистоногі      |
| 69    | Лежень                                              | Burhinus oedicnemus       | Неоцінений              | Хордові           |
| 70    | Лилик двоколірний                                   | Vespertilio murinus       | Вразливий               | Хордові           |
| 71    | Ліксус катрановий                                   | Lixus canescens           | Рідкісний               | Членистоногі      |
| 72    | Лосось чорноморський                                | Salmo labrax              | Зникаючий               | Хордові           |
| 73    | Лунь польовий                                       | Circus cyaneus            | Рідкісний               | Хордові           |
| 74    | Лунь степовий                                       | Circus macrourus          | Зникаючий               | Хордові           |
| 75    | Люцина                                              | Hamearis lucina           | Вразливий               | Членистоногі      |
| 76    | Лярра анафемська                                    | Larra anathema            | Неоцінений              | Членистоногі      |
| 77    | Марена дніпровська                                  | Barbus borysthenicus      | Зникаючий               | Хордові           |
| 78    | Мартин каспійський (реготун чорноголовий)           | Larus ichthyaetus         | Зникаючий               | Хордові           |
| 79    | Махаон                                              | Papilio machaon           | Вразливий               | Членистоногі      |
| 80    | Мелітурга булавовуса                                | Melitturga clavicornis    | Вразливий               | Членистоногі      |
| 81    | Меризія азовська                                    | Moerisia maeotica         | Зникаючий               | Кишковопорожнинні |
| 82    | Мідянка звичайна                                    | Coronella austriaca       | Вразливий               | Хордові           |
| 83    | Мізида аномальна                                    | Hemimysis anomala         | Зникаючий               | Членистоногі      |
| 84    | Мінога українська                                   | Eudontomyzon mariae       | Зникаючий               | Хордові           |
| 85    | Мнемозина                                           | Parnassius mnemosyne      | Вразливий               | Членистоногі      |
| 86    | Морська свиня (азовка)                              | Phocoena phocoena         | Вразливий               | Хордові           |
| 87    | Нерозень                                            | Anas strepera             | Рідкісний               | Хордові           |
| 88    | Нетопир звичайний                                   | Pipistrellus pipistrellus | Вразливий               | Хордові           |
| 89    | Нетопир Натузіуса                                   | Pipistrellus nathusii     | Неоцінений              | Хордові           |
| 90    | Нетопир середземноморський                          | Pipistrellus kuhlii       | Вразливий               | Хордові           |
| 91    | Нічниця водяна                                      | Myotis daubentonii        | Вразливий               | Хордові           |
| 92    | Норка європейська                                   | Mustela lutreola          | Зникаючий               | Хордові           |
| 93    | Оліндіас несподіваний                               | Olindias inexpectata      | Вразливий               | Кишковопорожнинні |
| 94    | Орлан-білохвіст                                     | Haliaeetus albicilla      | Рідкісний               | Хордові           |
| 95    | Осетер російський                                   | Acipenser gueldenstaedtii | Вразливий               | Хордові           |
| 96    | Пахіцефус степовий                                  | Pachycephus cruentatus    | Зникаючий               | Членистоногі      |
| 97    | Перегузня                                           | Vormela peregusna         | Рідкісний               | Хордові           |
| 98    | Пісочник морський (зуйок морський)                  | Charadrius alexandrinus   | Вразливий               | Хордові           |
| 99    | Подалірій                                           | Iphiclides podalirius     | Вразливий               | Членистоногі      |
| 100   | Поліксена                                           | Zerynthia polyxena        | Вразливий               | Членистоногі      |
| 101   | Полоз сарматський                                   | Elaphe sauromates         | Вразливий               | Хордові           |
| 102   | Полоз жовточеревий, полоз каспійський               | Hierophis caspius         | Вразливий               | Хордові           |
| 103   | Пухівка (гага звичайна)                             | Somateria mollissima      | Вразливий               | Хордові           |
| 104   | Савка                                               | Oxyura leucocephala       | Зникаючий               | Хордові           |
| 105   | Сапіга-полохрум                                     | Polochrum repandum        | Рідкісний               | Членистоногі      |
| 106   | Сапсан                                              | Falco peregrinus          | Рідкісний               | Хордові           |
| 107   | Сатир залізний                                      | Hipparchia statilinus     | Рідкісний               | Членистоногі      |
| 108   | Сатурнія велика                                     | Saturnia pyri             | Вразливий               | Членистоногі      |
| 109   | Сатурнія мала                                       | Eudia pavonia             | Рідкісний               | Членистоногі      |
| 110   | Севрюга звичайна                                    | Acipenser stellatus       | Вразливий               | Хордові           |
| 111   | Сиворакша                                           | Coracias garrulus         | Зникаючий               | Хордові           |
| 112   | Синявець Бавій                                      | Pseudophilotes bavius     | Вразливий               | Членистоногі      |
| 113   | Синявець Пилаон                                     | Plebeius pylaon           | Вразливий               | Членистоногі      |
| 114   | Синявець римнус                                     | Neolycaena rhymnus        | Неоцінений              | Членистоногі      |
| 115   | Сколія-гігант                                       | Megascolia maculata       | Неоцінений              | Членистоногі      |
| 116   | Скопа                                               | Pandion haliaetus         | Зникаючий               | Хордові           |
| 117   | Сліпачок звичайний                                  | Ellobius talpinus         | Зникаючий               | Хордові           |
| 118   | Сова болотяна                                       | Asio flammeus             | Рідкісний               | Хордові           |
| 119   | Совка                                               | Otus scops                | Рідкісний               | Хордові           |
| 120   | Совка сокиркова                                     | Periphanes delphinii      | Вразливий               | Членистоногі      |
| 121   | Сорокопуд червоноголовий                            | Lanius senator            | Рідкісний               | Хордові           |
| 122   | Стафілін волохатий                                  | Emus hirtus               | Рідкісний               | Членистоногі      |
| 123   | Стерлядь прісноводна                                | Acipenser ruthenus        | Зникаючий               | Хордові           |
| 124   | Стрічкарка блакитна                                 | Catocala fraxini          | Вразливий               | Членистоногі      |
| 125   | Стрічкарка орденська малинова                       | Catocala sponsa           | Рідкісний               | Членистоногі      |
| 126   | Стрічкарка тополева                                 | Limenitis populi          | Вразливий               | Членистоногі      |
| 127   | Строкатка степова                                   | Lagurus lagurus           | Зникаючий               | Хордові           |
| 128   | Судак волзький, Берш                                | Sander volgensis          | Зникаючий               | Хордові           |
| 129   | Томарес Ногеля                                      | Tomares nogelii           | Вразливий               | Членистоногі      |
| 130   | Трав'яний краб                                      | Carcinus aestuarii        | Рідкісний               | Членистоногі      |
| 131   | Турун угорський                                     | Carabus hungaricus        | Вразливий               | Членистоногі      |
| 132   | Тхір лісовий                                        | Mustela putorius          | Неоцінений              | Хордові           |
| 133   | Тхір степовий                                       | Mustela eversmanni        | Зникаючий               | Хордові           |
| 134   | Умбріна світла, горбань світлий                     | Umbrina cirrosa           | Рідкісний               | Хордові           |
| 135   | Хом'ячок сірий                                      | Cricetulus migratorius    | Недостатньо відомий     | Хордові           |
| 136   | Чапля жовта                                         | Ardeola ralloides         | Рідкісний               | Хордові           |
| 137   | Чернь червонодзьоба                                 | Netta rufina              | Рідкісний               | Хордові           |
| 138   | Чоботар (шилодзьобка)                               | Recurvirostra avosetta    | Рідкісний               | Хордові           |
| 139   | Шемая азовська                                      | Alburnus leobergi         | Вразливий               | Хордові           |
| 140   | Шпак рожевий                                        | Sturnus roseus            | Рідкісний               | Хордові           |
| 141   | Шуліка чорний                                       | Milvus migrans            | Вразливий               | Хордові           |
| 142   | Ялець звичайний                                     | Leuciscus leuciscus       | Вразливий               | Хордові           |
| 143   | Ящірка зелена                                       | Lacerta viridis           | Вразливий               | Хордові           |